# Сандберг, Эрик (футболист)
Эрик Тобиас Сандберг (норв. Erik Tobias Sandberg; 27 февраля 2000, Норвегия) — норвежский футболист, защитник клуба «Йерв».

## Клубная карьера
Сандберг — воспитанник клуба «Лиллестрём». 30 октября 2017 года в матче против «Олесунна» он дебютировал в Типпелиге. Летом 2019 года для получения игровой практики Сандберг был арендован клубом «Шейд». 11 августа в матче против «Тромсдалена» он дебютировал в Первом дивизионе Норвегии. В 2021 году Сандберг на правах аренды перешёл в «Йерв». 15 мая в матче против КФЮМа он дебютировал за новую команду. 19 мая в поединке против «Старта» Эрик забил свой первый гол за «Йерв». 

## Международная карьера
В 2017 году в составе юношеской сборной Норвегии Сандберг принял участие в юношеском чемпионате Европы в Хорватии. На турнире он сыграл в матчах против команд Англии, Нидерландов и Украины.